# ناتاليا جريس
ناتاليا جريس مانز (ولدت في 4 سبتمبر 2003 ) هي أمريكية من أصل أوكراني تعاني من التقزم، سافرت في صغرها إلى الولايات المتحدة لتكون ضمن مؤسسة للتبني. اشتهرت بسبب تخلي العائلة الثانية التي تبنّتها وزعمهم بأنها ليست طفلة وتغيير تاريخ ميلادها في السجلات الرسمية ليكون 22 عامًا بدلاً من 8 أعوام.
في عام 2011، بعد زعم والداها بالتبني بأنها امرأة بالغة وليست طفلة، نجحا في الحصول على أمر قضائي لتغيير سنة ميلادها قانونيًا من 2003 إلى 1989. وتركتها العائلة في منزل بمفردها وسافرت إلى كندا. لكن لاحقًا أعيد الاهتمام بالقضية بعد وجود دلائل على أن قرار المحكمة بتغيير سنها غير قائم على دلائل مادية. في أغسطس 2023 أفاد اختبار الحمض النووي الذي أُجرته شركة مختصة بأن جريس تبلغ من العمر حوالي اثنين وعشرين عامًا، مما يعني أنها كانت تبلغ من العمر ثماني سنوات وقت قرار المحكمة وليس 22 عامًا. وقد ألغت محكمة قرار إعادة التسنين ليتم استعادة تاريخ ميلادها في السجلات الرسمية ليكون عام 2003. تم اتهام عائلة بارنيت بالإهمال؛ لكن تمت تبرئة الأب (مايكل) في عام 2022، كما أسقطت التهم الموجهة إلى الأم (كريستين) في عام 2023.
عولجت قضية ناتاليا في مسلسلين تلفزيونيين، القضية الغريبة لناتاليا جريس، وهو وثائقي تلفزيوني من ثلاث مواسم بدأ عرضه في عام 2023، والمسلسل الدرامي من ثماني حلقات الذي أنتجته شركة هولو بعنوان عائلة أمريكية طيبة، وبدأ عرضه في عام 2025.

## حياتها

### النشأة والتبني
ولدت ناتاليا في أوكرانيا، والدتها آنا فولوديميريفنا جافا من مدينة ميكولايف. بعد ولادتها، تم وضعها في دار للأيتام في أوكرانيا. تم تشخيص حالتها بمرض خلل التنسج الفقاري الخلقي، وهو شكل نادر من التقزم. سافرت إلى الولايات المتحدة ضمن برنامج خيري للتبني الدولي. في عام 2008، تم تبنيها من قبل ديان وجاري سيكوني من نيو هامبشاير . لكنهما أعاداها للتبني في عام 2010، بسبب ما زعموا أنه "سلوكها المشاغب". لاحقًا تم تبنيها من قبل كريستين ومايكل بارنيت في ربيع نفس العام، واتخذت الاسم القانوني "ناتاليا جريس بارنيت".

### عائلة بارنيت
في عام 2012، نجح آل بارنيت في تقديم التماس إلى محكمة مقاطعة ماريون بولاية إنديانا لتغيير سجلات ميلاد ناتاليا الأوكرانية للإشارة إلى تاريخ ميلادها عام 1989، وهو ما أدى قانونيًا إلى تغيير عمرها من ثمانية أعوام إلى اثنين وعشرين عامًا. في يوليو 2013، نقلت عائلة بارنيت ناتاليا إلى شقة في ويستفيلد، إنديانا، ثم إلى لافاييت، إنديانا . انتقل آل بارنيت بعد ذلك مع أطفالهم البيولوجيين إلى كندا، تاركين ناتاليا وحدها في شقة لافاييت.
تمكن المدعون العامون في قضية الإهمال المرفوعة ضد عائلة بارنيت من تحديد مكان والدة ناتاليا البيولوجية في أوكرانيا. تم التعرف على والدة ناتاليا بأنها آنا فولوديميريفنا جافا التي ولدت في 20 أبريل 1979 في لاتفيا. وقد أكدت اختبارات الحمض النووي أن جافا هي الأم البيولوجية لناتاليا. لو كان تاريخ ميلاد ناتاليا الذي حددته المحكمة (بناء على طلب عائلة بارنيت) في عام 1989 صحيحًا، لكانت جافا قد أنجبت ناتاليا في سن العاشرة. وحصل المدعون العامون أيضًا على سجلات الميلاد والمستشفى من أوكرانيا والتي تدعم تاريخ ميلاد ناتاليا الأصلي وهو 4 سبتمبر 2003. وقد مُنع المدعون العامون من تقديم الأدلة التي تثبت أن ناتاليا كانت طفلة قاصر ولدت في عام 2003 عندما تركت لتعيش بمفردها في شقة، وتمت محاكمة قضية الإهمال على أساس إعاقة ناتاليا، وليس عمرها.

### عائلة مانس
بعد فترة من اللقاءات، انتقلت ناتاليا للعيش مع أنتوان وسينثيا مانس. في البداية، كانت علاقتهم بدت ودية وداعمة، حيث قدمت العائلة الدعم لناتاليا في تعلم القراءة والكتابة والرياضيات، كما قالت سينثيا مانس في شهادتها أمام المحكمة. قالت سينثيا مانس إنها تعتقد أن كريستين بارنيت استلهمت قرار تغيير عمر ناتاليا قانونيًا من فيلم اليتيمة لعام 2009. وزعم آل بارنيت أن ناتاليا كانت تكذب بشأن عمرها وأظهرت أيضًا سلوكًا عدائيًا وهو ما يشبه حبكة ذلك الفيلم. وقالت سينثيا إن ناتاليا لم تظهر أي سلوك عدائي أثناء إقامتها في منزلهم.
بعد أن بدأت ناتاليا تعيش مع عائلة مانس، قامت العائلة بمحاولة رسمية للحصول على وصاية قانونية على ناتاليا في عام 2016. إلا أن مايكل بارنيت اعترض على هذا الطلب، مدعيًا أن ناتاليا كانت في الواقع امرأة بالغة، بسبب تغيير تاريخ ميلادها القانوني في السجلات ليكون 1989 بدلاً من 2003. ورغم هذه الاعتراضات، استمر مانس في رعاية ناتاليا حتى تم تبنيها رسميًا في يونيو 2023. ولكن، مع مرور الوقت، بدأت العلاقة بين ناتاليا وعائلة مانس تشهد تصدعات. بعد أن تم تبني ناتاليا من قبل مانس في 2023، اشتعلت الخلافات بين العائلة وبدأت تظهر إشارات على التوتر. في مكالمة مسجلة مع منتجي المسلسل الوثائقي "القصة الغريبة لناتاليا جريس"، تحدث أنتوان مانس عن القلق الذي كان يشعر به تجاه سلوك ناتاليا، قائلاً: "هناك شيء غير سليم مع ناتاليا. إنها لا تفكر بأي شيء سواها."
في البداية، كانت عائلة مانس تظهر دعمًا واضحًا لناتاليا، حيث كان أنتوان مانس حاضرًا عندما تم الحصول على نتائج اختبار الحمض النووي التي أثبتت أن ناتاليا لم تكن امرأة بالغة، كما كان يعتقد مايكل بارنيت. كما شارك في تدخلات أثناء مواجهات حادة بين ناتاليا وبارنيت، محاولًا تهدئة الوضع. ومع ذلك، في وقت لاحق، أظهرت العلاقة توترات شديدة، حيث اتهمت عائلة مانس ناتاليا بأنها تأثرت بشكل سلبي من علاقتها بصديقها نيل، وهو رجل من المملكة المتحدة قابلته ناتاليا عبر الإنترنت.
بعد سنوات من العيش مع عائلة مانس، بدأت ناتاليا تخطط للرحيل عنهم والانتقال للعيش مع نيكول وفينسنت ديبول في نيويورك، وهما الزوجان اللذان كانا قد حاولوا تبني ناتاليا في وقت سابق لكنهما لم يتمكنا بسبب صعوبات مالية (ولاحقًا أعلنا أنهما لا يمانعان بوجود ناتاليا كشخص مقيم معهما).

### عائلة دي بول
غادرت ناتاليا منزل مانس في سرية، حيث تركت المنزل أثناء حضور عائلة مانس لأحد طقوس الكنيسة، لتلتقي مع نيكول دي بول خارج الكنيسة وتذهب معها. في تصريحاتها بعد مغادرتها، أكدت ناتاليا أنها شعرت بأنها "عاجزة" خلال حياتها مع عائلة مانس، وأنها كانت تفتقر إلى الحرية للقيام بما ترغب به. وأضافت في تصريح آخر أن مغادرتها كانت واحدة من أصعب القرارات في حياتها، لكنها أيضًا أشارت إلى شعورها بالندم على الطريقة التي تركت بها منزل مانس. ناتاليا قالت: "أتمنى لو أخبرت والديّ بما كنت سأفعله، لم أرد أن أؤذيهم."
بعد مغادرتها، بدأت ناتاليا تعيش مع أسرة ديبول، حيث قالت نيكول ديبول عن ذلك: "إنها أكثر لحظة فخر في حياتي، بعد أن أنقذنا ناتاليا." كما وصفته بأنه لحظة استحقاق حقيقية، حيث حصلت ناتاليا أخيرًا على الحياة التي كانت ترغب بها.
منذ ذلك الحين، غادرت ناتاليا منزل مان وانتقلت للعيش مع عائلة دي بول، التي حاولت في البداية تبني ناتاليا قبل تبنيها من قبل عائلة بارنيت. بعد مزاعم بأن عائلة مان ابتزت ناتاليا للحصول على المال، ساعدت العائلة ناتاليا في الحصول على محامٍ لمحاولة استرداد أموالها.

## التغطية الإعلامية
في عام 2019، ظهرت ناتاليا في حلقة من برنامج دكتور فيل . حياتها هي موضوع سلسلة التحقيقات والاكتشاف لعام 2023 بعنوان "الحالة الغريبة لناتاليا جريس" (تمت إعادة تسميتها إلى "الحالة الغريبة لناتاليا جريس: ناتاليا تتحدث" للموسم الثاني). تم عرض الموسم الثالث لأول مرة في 7 يناير 2025 على قناة Max. قصتها هي أساس المسلسل التلفزيوني Good American Family على Hulu،  والذي لعبت دورها فيه الممثلة إيموجين فيث ريد.